# Sofia Bardina
Sofia Illarionovna Bardina (ryska: Софья Илларионовна Бардина), född 15 maj 1853 i Tambov, Ryssland, död 26 april 1883 i Genève, Schweiz, var en rysk revolutionär.

## Biografi
Sofia (Sofja) Bardina föddes i en by i Tambov-provinsen i en godsägarfamilj. Fadern var våldsam och Bardina sökte tröst i studierna. Hon bestämde sig för att studera agronomi så att hon kunde bruka jorden i stället för att leva på böndernas arbete.

### Kvinnokretsen i Zürich
År 1871 tog hon examen med utmärkelser från institutet i Tambov. Eftersom universitetsutbildningen i Ryssland var stängd för kvinnor reste hon till Schweiz tillsammans med systrarna Olga och Vera Ljubatovitj, som hon blivit bekant med i Moskva. I Zürich åhörde hon föreläsningar vid den tekniska skolan och senare den medicinska fakulteten vid Zürichs universitet. Bardina deltog också aktivt i de revolutionära ryska emigranternas verksamhet och blev en ledande gestalt i en krets av unga feministiska studenter, bland vilka hon kallades "tant" på grund av sin pålitlighet och sin diplomatiska talang.. Till kretsen hörde bland andra systrarna Lidija och Vera Figner, Berta Kaminskaja, Anna Toporkova, systrarna Evgenija, Marija och Nadezjda Subbotina, Aleksandra Chorzjevskaja, Dora Aptekman och Varvara Aleksandrova. 
De unga kvinnorna bildade kretsen "Fritschi" – uppkallad efter ägaren till det pensionat där de bodde –, en populistisk grupp som läste Marx och socialister av alla skolor, från utopisten Thomas More till Proudhon, från Cabet till Lassalle, liksom Herzen och Bakunin, vars pamfletter krävde "en orädd och oförsonlig förstörelse av alla statliga strukturer". De flesta medlemmarna var i 17–18-årsåldern. Det var Bardina som introducerade Vera Figner och hennes syster Lydia för radikala politiska idéer. Vera Figner blev senare en av de mest kända terroristerna i Ryssland. 1877 framträdde medlemmarna i "Fritschi"-cirkeln nästan i sin helhet i rätten under "processen mot de 50" i Moskva.
Bardina deltog tillsammans med Olga Ljubatovitj och Varvara Aleksandrovna i den arbetaranarkistiska federationens kongress som hölls i Saint-Imier den 15 september 1872. Hon arbetade också på tryckeriet för tidskriften Вперёд! (”Framåt!”) som grundades i Zürich i augusti 1873 av Pjotr Lavrov, vars bok Historiska brev var hennes favoritläsning. Lavrov hade uppmanat den unga ryska intelligentian att ställa sig på folkets sida, till priset av personliga uppoffringar, för att betala den "skuld" de hade till bondeklassen som genom sitt arbete försörjde de privilegierade klasserna.
År 1873 beordrade den ryska regeringen alla kvinnliga studenter i Zürich att återvända hem. De anklagades för omoral, för att utöva "fri kärlek", även om det verkliga skälet till dekretet var att man försökte bryta upp de politiska kretsar de hade bildat. Majoriteten av studenterna återvände till Ryssland, medan "Fritschi"-kretsens medlemmar flyttade till Genève, Bern eller, som Sofia Bardina, Paris. Hon kunde dock inte fortsätta sina studier på grund av penningbrist och återvände till Genève för att åtminstone få en barnmorskeexamen.

### Arbete och agitation i fabrikerna
Bardina återvände till Moskva 1874 och tog, liksom flera andra kvinnor från "Fritschi"-kretsen, arbete på fabriker i hopp om att kunna rekrytera arbetare till den revolutionära rörelsen. I textilfabriken Lazarev utgav hon sig för att vara en bondflicka vid namn Anna Zaitsova. Dessa fabriker var ett slags baracker, utrustade med separata sovsalar för män och kvinnor, där arbetarna, som var analfabeter från landsbygdens byar i provinsen, tillbringade hela dagen med att arbeta 15 timmar om dagen och äta en brödlimpa och grönsakssoppa.
På kvällen efter arbetet gick "Fritschi"-kvinnorna till arbetarna och pratade med dem om den exploatering de utsattes för och om den europeiska arbetarrörelsens kamp. Sofia Bardina läste en liten bok, Sagan om de fyra bröderna, med stor framgång och förvånade arbetarna. För att förklara sin "bildning" berättade hon att hon hade lärt sig läsa och skriva genom att arbeta i en adelsfamilj. "Arbetarna var stolta över henne och på sina lediga dagar, på krogarna, vände de sig till henne och bad henne läsa tidningarna."
Organisationens medlemmar utvecklade sin verksamhet i ett tjugotal fabriker i Moskva, där de lyckades öka medvetenheten hos fyra eller fem arbetare. En lägenhet vid Krasnoselskij Prospekt, som Sofia Bardina hyrde, fungerade som mötesplats. I mars 1875 försökte organisationen expandera på andra håll. Aleksandrova och arbetaren Aleksejev reste till Ivanovo, Chorzjevskaja till Kiev, Olga Ljubatovitj till Odessa, Tjikoidze och Cicianov till Kaukasus. Ytterligare andra reste till Serpuchov, där de lyckades organisera en stor strejk.

### Arrestering och fängelse
Den 29 mars 1875 föll arbetaren Vasiljev, medlem i organisationen, i polisens händer. Den 3 april var det Bardinas, Dzabadaris, Kaminskajas, Tjikoidzes, Aleksejevs, Lukasjevitjs, Georgievskijs, Nikolajevs och Agapovs tur. Chytjov greps den 10 augusti efter att ha gjort motstånd mot gripandet under pistolhot, och det var första gången något sådant hade hänt. I oktober upplöstes hela organisationen på grund av arresteringarna.
Efter arresteringen tillbringade Sofia Bardina två år i fängelse i Moskva. Hon var en av de anklagade vid rättegången mot ”de 50”, tillsammans med Olga Ljubatovitj, Lydia Figner, Pjotr Aleksejev och andra. Rättegången mot de femtio medlemmarna i organisationen inleddes i S:t Petersburg den 21 februari 1877. Tio av de åtalade var arbetare, nitton tillhörde adeln och 21 var medlemmar av intelligentian; av de femtio var sexton kvinnor.

### Försvarstal och dom
Den 9 mars 1877 höll Bardina sitt berömda tal vid rättegången, där hon hävdade att hon var en fredlig propagandist, att sådan propaganda bedrevs helt öppet i hela den civiliserade världen och att hon inte alls var en fiende till familjen, egendomen och staten, som domarna vid åklagarämbetet hävdat, utan att hon bara försökte få dessa institutioner reformerade på mer rättvisa grunder. Bardina förklarade att hon ansåg att "varje person har rätt till egendom, garanterad av ens personliga produktiva arbete", och att alla därför "borde vara helt och hållet herre över sitt arbete och sin produkt, medan arbetarna för närvarande bara får en tredjedel av sitt dagsverke och därmed blir lurade tre gånger om". Under tiden "spelar spekulanter utan att arbeta på börsen och berikar sig med tusentals familjers undergång". När det gäller familjen "tvingades kvinnan i det nuvarande sociala systemet ofta att lämna sin familj för att tjäna lite pengar på en fabrik, vilket skadade henne själv och hennes barn, eller att prostituera sig". Allt detta ansågs vara ett legitimt och normalt fenomen, medan de anklagade i stället försökte "utrota fattigdomen som huvudorsak till alla sociala katastrofer, inklusive familjens förstörelse". Hon avslutade sin plädering med att hon inte kommer att be om nåd:

«Jag är också övertygad om, att det kommer en dag, då vårt drömmande och tröga samhälle skall vakna upp och blygas att det så länge lät sig ostraffat trampas under fötterna, lät sina bröder, systrar och döttrar gripas och gå till botten bara därför, att de fritt uttalade sin övertygelse. — Då skall det hämnas vår undergång.»
«Förfölj oss gärna! Ni, mina herrar, ha tillsvidare den råa styrkan, men vi äga den sedliga makten, det historiska framåtskridandets makt — idéernas makt — idéerna låta icke fälla sig av  bajonetter!».

Bardina dömdes till nio års straffarbete, men straffet förvandlades efter att hon överklagat till förvisning till Sibirien; den 9 januari 1878 blev hon dömd till tio års straffarbete i Isjim i Tobolsk-provinsen. 

### Flykt och självmord
Det var troligen för att få hjälp att fly från exil som Bardina gifte sig med en lokal lärare, Nikolaj Sjachov, som inte tillhörde revolutionärernas miljö. I september 1879 fick de en son som dog i november 1880. Tillsammans med Sjachov och med hjälp av Bogdanovitj, medlem av Zemlja i Volja och senare Narodnaja Volja, flydde hon från Isjim den 25 december 1880 och gömde sig först i Kazan och sedan i Moskva.
I juni 1882 lyckades Bardina olagligt utvandra och tog sin tillflykt till Genève. Trots att hon befann sig i den ryska politiska emigrationens miljö lyckades hon inte hitta en väg ut ur sin depression. Hennes vän Olga Ljubatovitj skriver "Vid den tiden var den revolutionära rörelsen uppdelad i två strömningar, och vi, som i vårt program förenade folkets fria organisering, fredlig propaganda och väpnad protest, tycktes inte på något sätt tillhöra vare sig den ena eller den andra. Bardina hittade ingen utomlands som stod henne nära."
Den 13 april 1883 sköt Sofia Bardina sig i bröstet. Hon fördes till sjukhus men dog efter tolv dagars plågor.

Den här artikeln bygger på uppgifter i italienska, ryska och engelska Wikipedia.

## Citat
"Ja, vi är anarkister, men för oss innebär anarki inte oordning utan harmoni i alla sociala relationer; för oss är anarki inget annat än förnekandet av förtryck som hämmar utvecklingen av fria samhällen."